# Mikrochirurgie
Die Mikrochirurgie (von griechisch μικρός, ‚klein‘) ist eine chirurgische Operationstechnik unter Verwendung einer Stereolupe oder einer anderen stark vergrößernden Sehhilfe (Lupenbrille). Als Operationsmikroskop kommen optische Systeme zum Einsatz, die ein seitenrichtiges, stereoskopisches Bild liefern. Das sind also Auflicht-Stereolupen mit einer Vergrößerung bis etwa 30-fach. (Mikroskope dagegen sind Durchlichtinstrumente mit bis zu 1000-facher Vergrößerung, die ein seitenverkehrtes 2-dimensionales Bild liefern.) Spezielle Instrumente und Nahtmaterialien erlauben Schnitte und Nähte an feinsten Strukturen  mit geringen Abmessungen (z. B. Naht von Blutgefäßen bis 0,5 mm Durchmesser). Voraussetzung für die Entwicklung der Mikrochirurgie war die Laser-Technik, die die Herstellung des Nahtmaterials, also die Verbindung Nadel-Faden, in diesen kleinen Dimensionen erst ermöglichte.
Die Mikrochirurgie wird eingesetzt zur Verbindung von kleinen Blutgefäßen und Nerven, am Zentralnervensystem und bei peripheren Nerven, in der gesamten Hals-Nasen-Ohren- und Augenchirurgie sowie in der experimentellen Chirurgie, etwa an Ratten und Mäusen. Auch in der Gynäkologie sind Vergrößerungshilfen mit 15- bis 30-facher Vergrößerung und die Lupenbrille sowie sehr feines Nahtmaterial bei bestimmten Eingriffen, z. B. Operationen an den Eileitern und den Eierstöcken, eine Voraussetzung zur erfolgreichen Therapie.
In der Handchirurgie  wird die Mikrochirurgie z. B. bei Replantationen von Körpergliedern (= Wiederannähen von Fingern, Hand- oder Fingerteilen nach Unfallverletzungen) sowie bei der Handtransplantation nach Handverlust eingesetzt. In der plastischen Chirurgie braucht man die Mikrochirurgische Technik z. B. für die freie mikrovaskulär angeschlossene Gewebeübertragung („Lappenchirurgie“).

## Geschichte
Erste Anwendungen von Operationsmikroskopen erfolgten 1922 durch den schwedischen Mediziner Gunnar Holmgren für einen Eingriff am Ohr und 1949 durch José Ignacio Barraquer Moner für eine Keratoplastik. Seit 1950 wird, seit dem Einsatz durch den Hals-Nasen-Ohrenarzt Horst Ludwig Wullstein, das Operationsmikroskop und spezielles miniaturisiertes Instrumentarium regelmäßig für chirurgische Eingriffe am Mittelohr (etwa für Eingriffe am Steigbügel) verwendet.
1962 beschreiben nach vorhergehenden Tierexperimenten Malt und McKhann erstmals eine mikrochirurgische Arm-OP bei einem zehnjährigen Jungen. 1963 beschreiben Goldwyn, Laub und White die gelungene Gefäßverbindungen eines amputierten Daumens.
Zu den führenden Mikrochirurgen an Mäusen des 20. Jahrhunderts gehörte der kanadische Professor Robert Zhong in London.